# David Sisi

a Compétitions nationales et continentales officielles uniquement.

b Matchs officiels uniquement.
Dernière mise à jour le 25 février 2025.
David Sisi, né le 5 février 1993 à Rinteln (Allemagne), est un joueur international italien de rugby à XV d'origine anglaise. Évoluant au poste de deuxième ligne, il joue aussi régulièrement aux postes de troisième ligne aile ou de troisième ligne centre, où il a commencé sa carrière.
Après la fin de sa carrière de joueur, il devient entraîneur.

## Biographie

### Jeunesse et formation
Né en Allemagne dans l'hôpital militaire britannique de Rinteln, David Sisi possède un héritage culturel multiple, ayant des racines anglaises, écossaises et italiennes,. Sa mère est anglaise et son père est né en Écosse, de parents italiens ayant fui leur pays pendant la Seconde Guerre mondiale.
Sélectionnable à la fois par l'Angleterre et l'Écosse via ses parents et par l'Italie via ses grands-parents, il choisit dans un premier temps de jouer pour l'équipe d'Angleterre des moins de 20 ans, dont il devient une des figures de proue. Aux côtés de joueurs comme Jack Nowell, Ross Moriarty, Anthony Watson, Henry Slade ou Jack Clifford, il remporte notamment le Championnat du monde junior en 2013.

### Carrière professionnelle
Passé par les clubs des London Irish et de Bath Rugby Dave Sisi a du mal à se faire une place dans ces équipes qui jouent en Premiership et est régulièrement prêté à des clubs de divisions inférieures, comme cela est régulièrement d'usage en Angleterre.[réf. nécessaire]
En 2017, il arrive dans la franchise de Pro14 du Zebre Rugby Club dont il devient rapidement un élément clé,, connaissant au passage un repositionnement de plus en plus fréquent en deuxième ligne, alors qu'il joue surtout en troisième ligne en Angleterre,,.
Le 2 février 2019, il fait ses débuts avec l'équipe d'Italie contre l'Écosse, au même poste de deuxième ligne qu'il a adopté depuis son arrivée en Italie.
En mai 2023, il est sélectionné avec l'Italie dans un groupe de 46 joueurs pour préparer la Coupe du monde 2023. 
En septembre 2024, il annonce mettre un terme à sa carrière de joueur avec effet immédiat et se voit offrir un poste d'entraîneur de la touche des Zebre dans la foulée. 

## Palmarès
- Vainqueur du Tournoi des Six Nations des moins de 20 ans en 2012 et 2013 avec l'équipe d'Angleterre des moins de 20 ans.
- Vainqueur du Championnat du monde junior en 2013 avec l'équipe d'Angleterre des moins de 20 ans.